# Chevrolet Beat Concept
O Beat é um protótipo hatch de porte mini da Chevrolet apresentado no Salão de Nova Iorque de 2007.